# European Poker Tour
De European Poker Tour (EPT) is een in 2004 bedacht pokertoernooi. Het is ontstaan nadat de populariteit van het pokerspel Texas Hold 'em enorm toenam in Europa. Het bestaat uit een serie toernooien, en wordt beëindigd met een grote finale in Monte Carlo. De EPT is bedacht door John Duthie, die samen met Colin Murray de tv-uitzendingen van commentaar voorziet. De EPT wordt in Nederland uitgezonden op RTL 7 en in België op JIMtv en 2BE.
De EPT doet verschillende casino's aan. In alle seizoenen zijn steeds verschillende steden opgenomen geweest in het circuit: onder andere Barcelona, Londen, Baden, Dublin, de Bahama's, Praag, Dortmund, Kopenhagen, Warschau, Deauville, Wenen, San Remo en Boedapest. Wat altijd gelijk is gebleven, is dat men afsluit met een grote finale in Monte Carlo. Op de EPT heeft het aantal deelnemers effect op het uiteindelijke prijzengeld. Hoe meer deelnemers er zijn, des te hoger is het prijzengeld.
De Engelse Victoria 'Vicky' Coren werd in april 2014 de eerste speler (speelster) ooit die twee hoofdtoernooien op de European Poker Tour won. Zij schreef toen EPT Sanremo op haar naam, het zevende toernooi van seizoen 10. Dit nadat ze in september 2006 winnaar werd van EPT London, het tweede toernooi van seizoen 3. In december 2019 (seizoen 15) werd Mikalai Pobal de tweede speler met een overwinning in twee hoofdtoernooien.

## Nederlandse finalisten
De volgende Nederlanders hebben de finale-tafel van een EPT-toernooi weten te halen:
| - Niels van Alphen - Thierry van den Berg (2x) - Eduard Bhaggoe - Joep van de Bijgaart - Noah Boeken (2x) | - Mark Boudewijn - Danyel Boyaciyan (2x) - Rob Hollink (2x) - Daniel van Kalkeren - Pieter de Korver | - Marcel Lüske - Abel Meijberg - Jasper Meijer van Putten - Marc Naalden - Constant Rijkenberg | - Daan Ruiter - Adrian Schaap - Pieter Tielen - Ruben Visser (2x) - Pascal Vos | - Shander de Vries - Jorn Walthaus - Steven van Zadelhoff |

Van deze spelers wisten Noah Boeken (EPT 1 Kopenhagen), Rob Hollink (EPT 1 Monte Carlo), Constant Rijkenberg (EPT 5 San Remo), Pieter de Korver (EPT 5 Monte Carlo), Ruben Visser (EPT 9 Londen) en Jasper Meijer van Putten (EPT 13 Praag) de finaletafel om te zetten in een EPT-toernooiwinst.

## Belgische finalisten
De volgende Belgen hebben de finale-tafel van een EPT-toernooi weten te halen:
| - Koen De Visscher (2x) - Daniel Dodet - Kenny Hallaert - Noel Gaens - Davidi Kitai (2x) | - Philip Meulyzer - Pierre Neuville (2x) - Robert Romeo - Kevin Vandersmissen |

Van deze spelers wist Davidi Kitai (EPT 8 Berlijn) de finaletafel om te zetten in een EPT-toernooiwinst.

## Resultaten

### Seizoen 1, 2004/05
| Datum             | Toernooi                         | Winnaar          | Prijs       | Runner-Up         | Andere finalisten                                                                                                |
| ----------------- | -------------------------------- | ---------------- | ----------- | ----------------- | --- |
| 18 september 2004 | Barcelona EPT 1                  | Alexander Stevic | € 80,000,-  | David O'Callaghan | - Luca Pagano - Adam Robak - Garry Bush - Stefan Rapp - John Kabbaj - Andreas Pournaras                          |
| 9 oktober 2004    | Londen EPT 1                     | John Shipley     | € 291.276,- | John Falconer     | - Robert Cooper - Baard Dahl - Jeff Duvall - Noah Boeken - Marcel Lüske - George McKeever                        |
| 23 oktober 2004   | Dublin EPT 1                     | Ram Vaswani      | € 80.000,-  | Rory Liffey       | - Jamie Drummond - Alan Vinson - Sean Donaldson - Xuyen Pham - Julian Thew - John Coughlan                       |
| 29 januari 2005   | Kopenhagen EPT 1                 | Noah Boeken      | € 147.133,- | Ram Vaswani       | - Charalambos Xanthos - Julian "Yo-Yo" Thew - Erik Kolaas - Michael Westerlund - Dan Pedersen - Alexander Cooper |
| 15 februari 2005  | Deauville EPT 1                  | Brandon Schaefer | € 144.000,- | Carl Olson        | - Mark Ristine - Justin Bonomo - Jeremy Tuckmann - Bob Coombes - Peter Eichardt - Luca Pagano                    |
| 10 maart 2005     | Wenen EPT 1                      | Pascal Perrault  | € 184.500,- | Andreas Harnemo   | - Mika Puro - Joachim Sanjestra - Tim Ramsey - Dave Clayton - John Schiffmann - Simon Nowab                      |
| 15 maart 2005     | Monte Carlo EPT 1 (Grote Finale) | Rob Hollink      | € 650.000,- | Brandon Schaefer  | - Alexander Stevic - Romain Feriolo - Kevin Seeger - Abdulaziz Abdulaziz - Ben Grundy - Mikhail Ustinov          |

### Seizoen 2, 2005/06
| Datum             | Toernooi                         | Winnaar         | Prijs       | Runner-Up          | Andere finalisten                                                                                            |
| ----------------- | -------------------------------- | --------------- | ----------- | ------------------ | --- |
| 16 september 2005 | Barcelona EPT 2                  | Jan Boubli      | € 416.000,- | Christer Johansson | - Patrik Antonius - Patrick Mortensson - Gus Hansen - Anton Bergstroem - Dario Alioto - Romain Feriolo       |
| 2 oktober 2005    | Londen EPT 2                     | Mark Teltscher  | € 408.400,- | Jonas Helness      | - Noah Jefferson - Paul King - Kirill Gerasimov - Dale Greenleaf - Istvan Novak - Graham Clarkson            |
| 6 oktober 2005    | Baden EPT 2                      | Patrik Antonius | € 288.180,- | Gunnar Osterbrod   | - Abel Meijberg - Christian Grundtvig - Ingemar Backman - Peter Muhlbek - Torstein Iversen - Edgar Skjervold |
| 30 oktober 2005   | Dublin EPT 2                     | Mats Gavatin    | € 317.000,- | Henrik Olander     | - David Pomroy - Joe Rafferty - Peter Haslam - Jim Reid - Michael Greco - Michael O'Sullivan                 |
| 22 januari 2006   | Kopenhagen EPT 2                 | Mads Andersen   | € 341.427,- | Edgar Skjervold    | - Phillip Hilm - Marc Naalden - Markus Gonsalves - Anina Gundesen - Shek Chi Hung - Johan Bergquist          |
| 11 februari 2006  | Deauville EPT 2                  | Mats Iremark    | € 480.000,- | Mark Boudewijn     | - Kirill Gerasimov - Theo Jørgensen - Ram Vaswani - Patric Martenson - Isabelle Mercier - Stuart Nash        |
| 11 maart 2006     | Monte Carlo EPT 2 (Grote Finale) | Jeff Williams   | € 900.000,- | Arshad Hussain     | - Aleksander Strandli - Marc Karam - Thierry Cazals - Ross Boatman - Marcel Lüske - Fraser Dunphy            |

### Seizoen 3, 2006/07
| Datum             | Toernooi                         | Winnaar           | Prijs         | Runner-Up            | Andere finalisten                                                                                           |
| ----------------- | -------------------------------- | ----------------- | ------------- | -------------------- | --- |
| 16 september 2006 | Barcelona EPT 3                  | Bjorn-Erik Glenne | € 691.000,-   | Phil Ivey            | - David Gregory - David Daneshgar - Joakim Geigert - Jeffrey Lisandro - Jon Dull - Robin Keston             |
| 24 september 2006 | Londen EPT 3                     | Victoria Coren    | € 742.459,-   | Emad Tahtouh         | - Jan Olav Sjavik - Michael Muldoon - Chad Brown - Jules Kuusik - Peter Hedlund - Sid Harris                |
| 10 oktober 2006   | Baden EPT 3                      | Thang Duc Nguyen  | € 487.397,-   | Ben C. Johnson       | - Dario Minieri - Daniel Dodet - Sasa Biorac - Rodion Cherednichenko - Jonas Molander - Peter Eichhardt     |
| 29 oktober 2006   | Dublin EPT 3                     | Roland de Wolfe   | € 554.300,-   | David Tavernier      | - William Thorson - Gavin Simms - George McKeever - Robert Yong - Nick Slade - Patrick Bueno                |
| 20 januari 2007   | Kopenhagen EPT 3                 | Magnus Petersson  | € 547.107,-   | Bertrand Grospellier | - Richard Toth - Theo Jørgensen - Samir Shakhtoor - Alexandre Poulain - Thomas Holm - Anders Wijk           |
| 11 maart 2007     | Dortmund EPT 3                   | Andreas Hoivoid   | € 672.000,-   | Cristiano Blanco     | - Sebastian Ruthenberg - Gunnar Rabe - Jacob Rasmussen - Erik Lindberg - Nicolas Levi - Thomas Fougeron     |
| 17 maart 2007     | Warschau EPT 3                   | Peter Jespen      | € 426.579,-   | Farid Meraghni       | - John Conroy - Marius Thorbergsen - Katja Thater - Andrew O'Flaherty - Patric Martensson - Fredrik Hostrup |
| 2 april 2007      | Monte Carlo EPT 3 (Grote Finale) | Gavin Griffin     | € 1.825.010,- | Marc Karam           | - Søren Kongsgaard - Kristian Kjondal - Josh Prager - Steve Jelinek - Andrew Black - Ram Vaswani            |

### Seizoen 4, 2007/08
| Datum             | Toernooi                       | Winnaar              | Prijs           | Runner-Up        | Andere finalisten                                                                                          |
| ----------------- | ------------------------------ | -------------------- | --------------- | ---------------- | --- |
| 28 augustus 2007  | Barcelona EPT 4                | Sander Lylloff       | € 1.170.700,-   | Mark Teltscher   | - Greg Dyer - Mika Paasonen - Tronde Eidsvig - Adam Junglen - Nikolaus Jedlicka - Patrick Bruel            |
| 29 september 2007 | Londen EPT 4                   | Joseph Mouawad       | € 611.500,-     | Florian Langmann | - Marcel Baran - Josh Egan - Fredrik Haugen - Anthony Lellouche - Paul Mendes - Ian Cox                    |
| 10 oktober 2007   | Baden EPT 4                    | Julian Thew          | € 670.800,-     | Denés Kaló       | - Vladimir Poleshchuk - Thomas Fuller - Thierry van den Berg - Manfred Hammer - Ted Lawson - Anton Alleman |
| 3 november 2007   | Dublin EPT 4                   | Reuben Peters        | € 532.620,-     | Annette Obrestad | - Reijo Manninen - Trond Eidsvig - Daan Ruiter - Anders Pettersson - Michael Durrer - Thierry van den Berg |
| 14 december 2007  | Praag EPT 4                    | Arnaud Mattern       | € 708.400,-     | Gino Alacqua     | - Kristian Kjøndal - Juha Lauttamus - Markus Golser - Nedzib Suman - Dag Palovic - Mikael Norinder         |
| 2 februari 2008   | PokerStars Caribbean Adventure | Bertrand Grospellier | $ 2.000.000,-   | Hafiz Khan       | - Kris Kuykendall - David Pham - Craig Hopkins - Joseph Elpayaa - Christian Harder - Richard Fohrenbach    |
| 2 februari 2008   | Dortmund EPT 4                 | Michael McDonald     | € 933.600,-     | Andreas Gülünay  | - Torsten Haase - Diego Perez - Claudio Rinaldi - Johannes Strassmann - Thibaut Durand - Christian Harder  |
| 23 februari 2008  | Kopenhagen EPT 4               | Timothy Vance        | DKK 6.220.488,- | Søren Jensen     | - Magnus Hansen - Rasmus Hede Nielsen - Daniel Ryan - Nicolas Dervaux - Simon Dorslund - Patrik Andersson  |
| 15 maart 2008     | Warschau EPT 4                 | Michael Schulze      | € 609.782,-     | Ricardo Sousa    | - Mathias Viberg - Mehdi Ouakhir - Christian Öman - Juan Maceiras - Niclas Svensson - Trond Eidsvig        |
| 5 april 2008      | San Remo EPT 4                 | Jason Mercier        | € 869.000,-     | Antony Lellouche | - Dario Minieri - Eric Koskas - Gregory Genovese - William Thorson - Dag Palovic - Marcus Bower            |
| 17 april 2008     | Monaco EPT 4 (Grote Finale)    | Glen Chorny          | € 2.020.000,-   | Denés Kaló       | - Maxime Villemure - Isaac Baron - Michael Martin - Luca Pagano - Valeriy Ilikyan - Antonio Esfandiari     |

### Seizoen 5, 2008/09
| Datum             | Toernooi                       | Winnaar              | Prijs           | Runner-Up        | Andere finalisten                                                                                               |
| ----------------- | ------------------------------ | -------------------- | --------------- | ---------------- | --- |
| 14 september 2008 | Barcelona EPT 5                | Sebastian Ruthenberg | € 1.361.000,-   | Fintan Gavin     | - Davidi Kitai - Daniele Mazzia - Dren Ukella - Jason Mercier - Samuel Chartier - Martin Nielsen                |
| 5 oktober 2008    | Londen EPT 5                   | Michael Martin       | € 1.269.000,-   | Michael Tureniec | - Marcin Horecki - Eric Liu - Philippe Dauteuil - Alan Smurfit - Johannes Strassmann - Antony Lellouche         |
| 1 november 2008   | Boedapest EPT 5                | William Fry          | € 595.839,-     | Ciprian Hrisca   | - Martin Jacobson - Albert Iverson - Marino Serenelli - Gino Alacqua - Zoltán Tóth - Johnny Lodden              |
| 19 november 2008  | Warschau EPT 5                 | João Barbosa         | € 367.141,-     | Nico Behling     | - Dario Minieri - Atanas Gueorguiev - Arnaud Mattern - Sergey Shcherbatskiy - Andrea Benelli - Ludovic Lacay    |
| 13 december 2008  | Praag EPT 5                    | Salvatore Bonavena   | € 774.000,-     | Massimo Di Cicco | - Andrew Chen - Konstantinos Alexiou - Francesco Cirianni - Fredrik Nygard - Nasr El Nasr - Raul Mestre         |
| 5 januari 2009    | PokerStars Caribbean Adventure | Poorya Nazari        | $ 3.000.000,-   | Tony Gregg       | - Benjamin Spindler - Alexandre Gomes - Pieter Tielen - Dustin Dirksen - Dan Heimiller - Kevin Saul             |
| 20 januari 2009   | Deauville EPT 5                | Moritz Kranich       | € 851.400,-     | Arnaud Esquevin  | - Tristan Clemencon - Andrea Benelli - Jonathan Azoulay - Jorn Walthaus - Bruno Launais - Thomas Delattre       |
| 21 februari 2009  | Kopenhagen EPT 5               | Jens Kyllonen        | DKK 6.542.208,- | Peter Hedlund    | - Anders Langset - Jussi Nevanlinna - Petter Petersson - Rasmus Hede Nielsen - Eric Larcheveque - Jonas Klausen |
| 14 maart 2009     | Dortmund EPT 5                 | Sandra Naujoks       | € 917.000,-     | Holger Kanisch   | - Marc Gork - Johan Storakers - Michael McDonald - Luca Pagano - William Thorson - Cengizcan Ulusu              |
| 23 april 2009     | San Remo EPT 5                 | Constant Rijkenberg  | € 1.508.000,-   | Kalle Niemi      | - Gustav Sundell - William Reynolds - Dragan Galic - Ovi Balaj - Alexander Fitzgerald - Danilo D'Ettoris        |
| 3 mei 2009        | Monaco EPT 5 (Grote Finale)    | Pieter de Korver     | € 2.300.000,-   | Matthew Woodward | - Mikhail Tulchinskiy - Dag Martin Mikkelsen - Eric Qu - Alem Shah - Daniel Zink - Peter Traply                 |

### Seizoen 6, 2009/10
| Datum             | Toernooi                    | Winnaar             | Prijs           | Runner-Up           | Andere finalisten                                                                                               |
| ----------------- | --------------------------- | ------------------- | --------------- | ------------------- | --- |
| 18 augustus 2009  | Kiev EPT 6                  | Max Lykov           | € 330.000,-     | Alexander Dovzhenko | - Vitaly Tolokonnikov - Arthur Simonyan - Lukasz Plichta - Adrian Schaap - Torsten Tent - Vadim Markushevski    |
| 4 september 2009  | Barcelona EPT 6             | Carter Phillips     | € 850.000,-     | Marc Goodwin        | - Santiago Terrazas - Mihai Manole - Asa Smith - Toni Ojala - Matthew Lapossie - Georgios Kapalas               |
| 30 september 2009 | Londen EPT 6                | Matthew Glantz      | € 542.000,-     | Erik Cajelais       | - Eugene Katchalov - Adolfo Vaeza - Leo Fernandez - Ilari Sahamies - Dennis Phillips - Shane Reihill            |
| 2 oktober 2009    | Londen EPT 6                | Aaron Gustavson     | € 850.000,-     | Peter Eastgate      | - Nikolai Senninger - Martin Gudvangen - Dominic Cullen - Rui Milhomens - Raymond Wu - Karim Bennani Smires     |
| 20 oktober 2009   | Warschau EPT 6              | Christophe Benzimra | Zl493.170,-     | Alfio Battisti      | - Alexander Vaserfirer - Luca Pagano - Ruslan Prydryk - Clayton Mozdzen - Alexander Klimashin - Anatoly Gurtovy |
| 17 november 2009  | Vilamoura EPT 6             | Antonio Matias      | € 404.793,-     | Pierre Neuville     | - Jeffrey Sarwer - Jan Skampa - Joao Silva - Michel Abecassis - Ryan Franklin - Andrei Vlasenko                 |
| 1 december 2009   | Praag EPT 6                 | Jan Skampa          | € 682.000,-     | Eyal Avitan         | - Stefan Matsson - Anthony Roux - Larry Ryan - Luca Pagano - Gustav Ekerot - Sven Eichelbaum                    |
| 20 januari 2010   | Deauville EPT 6             | Jake Cody           | € 857.000,-     | Teodor Caraba       | - Mike McDonald - Craig Bergeron - Claudiu Secara - Stephane Albertini - Michael Fratty - Peter Eastgate        |
| 16 februari 2010  | Kopenhagen EPT 6            | Anton Wigg          | DKr 3.675.000,- | Francesco De Vivo   | - Morten Klein - Yorane Kerignard - Richard Loth - Roberto Romanello - Morten Guldhammer - Jesper Petersen      |
| 2 maart 2010      | Berlijn EPT 6               | Kevin MacPhee       | € 1.000.000,-   | Ilari Tahkokallio   | - Marc Inizan - Artur Wasek - Ketul Nathwani - Marcel Koller - Marko Neumann - Nico Behling                     |
| 21 maart 2010     | Saalbach-Hinterglemm EPT 6  | Allan Bække         | € 445.000,-     | Russell Carson      | - Johannes Strassmann - Alain Medesan - Brent Wheeler - Jonathan Schroer - Lukas Baumann - Daniel van Kalkeren  |
| 15 april 2010     | San Remo EPT 6              | Liv Boeree          | € 1.250.000,-   | Jakob Carlsson      | - Toni Pettersson - Michael Piper - Alexey Rybin - Giuseppe Diep-Minh-Khoa - Claudio Piceci - Atanas Gueorguiev |
| 25 april 2010     | Monaco EPT 6 (Grote Finale) | Nicolas Chouity     | € 1.700.000,-   | Josef Klinger       | - Dominykas Karmazinas - Herve Costa - Andrew Chen - Aleh Plauski - Roger Hairabedian - Mesbah Guerfi           |

### Seizoen 7, 2010/11
| Datum             | Toernooi                             | Winnaar              | Prijs           | Runner-Up           | Andere finalisten                                                                                               |
| ----------------- | ------------------------------------ | -------------------- | --------------- | ------------------- | --- |
| 11 augustus 2010  | Tallinn EPT 7                        | Kevin Stani          | € 400.000,-     | Konstantin Bilyauer | - Arnaud Mattern - Dmitry Vitkind - Mikko Jaatinen - Steven van Zadelhoff - Nicolo Calia - Bassam Elnajjar      |
| 28 augustus 2010  | Vilamoura EPT 7                      | Toby Lewis           | € 467.836,-     | Martin Jacobson     | - Jason Lee - Sam Trickett - Teddy Sheringham - Frederik Jensen - Rob Hollink - Sergio Coutinho                 |
| 29 september 2010 | Londen EPT 7                         | David Vamplew        | £900,000,-      | John Juanda         | - Kyle Bowker - Artur Wasek - Kayvan Payman - Fernando Brito - Thomas Marchese - Shane Reihill                  |
| 26 oktober 2010   | Wenen EPT 7                          | Michael Eiler        | € 700.000,-     | Martin Hruby        | - Konstantinos Nanos - Daniel Negreanu - Luca Cainelli - Andreas Wiese - Matthias Lotze - Bruno Launais         |
| 22 november 2010  | Barcelona EPT 7                      | Kent Lundmark        | € 825.000,-     | Jesús Lizano        | - Konstantin Puchkov - Shander de Vries - Giuseppe Pantaleo - Thor Stang - Georgios Skotadis - Francesco Notaro |
| 13 december 2010  | Praag EPT 7                          | Roberto Romanello    | € 640.000,-     | Emiliano Bono       | - Marcin Horecki - Peter Skripka - Marco Leonzio - Jan Bendik - Manuel Bevand - Roberto Nulli                   |
| 8 januari 2011    | PokerStars Caribbean Adventure EPT 7 | Galen Hall           | € 2.300.000,-   | Christopher Oliver  | - Anton Ionel - Samuel Stein - Mike Sowers - Bolivar Palacios - Max Weinberg - Philippe Plouffe                 |
| 25 januari 2011   | Deauville EPT 7                      | Lucien Cohen         | € 880.000,-     | Martin Jacobson     | - Alex Wice - Julien Claudepierre - Kaspars Renga - Kenny Hallaert - Anthony Hnatow - Ruslan Prydryk            |
| 21 februari 2011  | Kopenhagen EPT 7                     | Michael Tureniec     | DKr 3.700.000,- | Per Linde           | - John Eames - Kevin Iacofano - Nikolas Liakos - Mudassar Khan - Andrea Dalle Molle - Juha Helppi               |
| 20 maart 2011     | Saalbach-Hinterglemm EPT 7           | Vladimir Geshkenbein | € 390.000,-     | Kevin Vandersmissen | - Koen De Visscher - Giacomo Maisto - Cristian Dragomir - Philip Meulyzer - Denis Murphy - Morten Mortensen     |
| 5 april 2011      | Berlijn EPT 7                        | Benjamin Wilinofsky  | € 825.000,-     | Max Heinzelmann     | - Vadim Kursevich - Martin Jacobson - Armin Mette - Darren Kramer - Joep van den Bijgaart - Jonas Gutteck       |
| 27 april 2011     | San Remo EPT 7                       | Rupert Elder         | € 930.000,-     | Max Heinzelmann     | - Xuan Liu - Max Lykov - Francesco De Vivo - Massimiliano Manigrasso - Costantino Russo - Roberto Spada         |
| 7 mei 2011        | Madrid EPT 7 (Grote Finale)          | Ivan Freitez-Rosales | € 1.500.000,-   | Torsten Brinkmann   | - Tamas Lendvai - Andrey Danilyuk - Juan Maceiras Lapido Jr. - Eugene Yanayt - Alexandre Gomes - Andrew Li      |

### Seizoen 8, 2011/12
| Datum             | Toernooi                   | Winnaar           | Prijs         | Runner-Up        | Andere finalisten                                                                                             |
| ----------------- | -------------------------- | ----------------- | ------------- | ---------------- | --- |
| 2 augustus 2011   | Tallinn                    | Ronny Kaiser      | € 275.000,-   | Gregorz Cichocki | - Raigo Aasmaa - Jani Sointula - Stuart Fox - Erlend Melsom - Sami Kelopuro - Arvi Vainionkulma               |
| 27 augustus 2011  | Barcelona                  | Martin Schleich   | € 850.000,-   | Dragan Kostic    | - Eugene Katchalov - Raul Mestre - Tomeu Gomila - Saar Wilf - Juan Manuel Perez - Isabel Baltazar             |
| 30 september 2011 | Londen                     | Benjamin Spindler | £ 750.000,-   | Stephen O'Dwyer  | - Andre Klebanov - Juan Manuel Pastor - Mattias Bergstrom - Kevin Iacofano - Martins Adeniya - Miroslav Benes |
| 21 oktober 2011   | Sanremo                    | Andrey Pateychuk  | € 680.000,-   | Dimitar Danchev  | - Daniel Neilson - Barny Boatman - Jan Bendik - Yorane Kerignard - Rocco Palumbo - Kevin MacPhee              |
| 5 december 2011   | Praag                      | Martin Finger     | € 720.000,-   | Danyel Boyaciyan | - Nicolas Levi - Guillem Usero - Denys Drobyna - Alan Engel - Andreas Wiese - Mads Wissing                    |
| 5 januari 2012    | Paradise Island (Bahama's) | John Dibella      | $ 1.775.000   | Kyle Julius      | - Faraz Jaka - Xuan Liu - Mark Drover - Anthony Gregg - David Bernstein - Ruben Visser                        |
| 31 januari 2012   | Deauville                  | Vadzim Kursevich  | € 875.000     | Paul Guichard    | - Vuong Than Trong - Yorane Kerignard - Bruno Jais - Olivier Rogez - Luca Pagano - Mick Graydon               |
| 20 februari 2012  | Kopenhagen                 | Mickey Petersen   | DKK 2.515.000 | Pierre Neuville  | - Bjarke Hansen - Aage Ravn - Jacob Rasmussen - Niels van Alphen - Steve O'Dwyer - Spencer Hudson             |
| 12 maart 2012     | Madrid                     | Frederik Jensen   | € 495.000     | Fraser MacIntyre | - Andrei Stoenescu - Bruno Lopes - Ricardo Ibanez - Ilan Boujenah - Nicolas Levi - Jason Duval                |
| 26 maart 2012     | Campione                   | Jannick Wrang     | € 640.000     | Olivier Busquet  | - Fabrice Soulier - Balazs Botond - Koen De Visscher - Mario Nagel - Stefano Puccilli - Robin Ylitalo         |
| 16 april 2012     | Berlijn                    | Davidi Kitai      | € 712.000     | Andrew Chen      | - André Morath - Mario Puccini - Bahadir Kilickeser - Cesar Garcia - Marc Wright - Pratyush Buddiga           |
| 25 april 2012     | Monaco                     | Mohsin Charania   | € 1.350.000   | Lucille Cailly   | - Bernard Guigon - Sergio Castelluccio - Rodrigo Caprioli - Michael Dietrich - Clayton Mozdzen - Daniel Gomez |

### Seizoen 9, 2012/13
| Datum            | Toernooi                   | Winnaar         | Prijs         | Runner-Up          | Andere finalisten                                                                                      |
| ---------------- | -------------------------- | --------------- | ------------- | ------------------ | --- |
| 19 augustus 2012 | Barcelona                  | Mikalai Pobal   | € 1.007.550,- | Ilari Sahamies     | - Joni Jouhkimainen - Anaras Alekberovas - Samuel Rodriguez - Sinel Anton - Antonin Duda - John Juanda |
| 5 oktober 2012   | Sanremo                    | Ludovic Lacay   | € 744.910,-   | Jason Lavallee     | - Artem Litvinov - Angelo Recchia - Jason Tompkins - Micah Raskin - Adrian Piasecki - Ismael Bojang    |
| 9 december 2012  | Praag                      | Ramzi Jelassi   | € 835.000,-   | Sotirios Koutoupas | - Danyel Boyaciyan - Ben Warrington - Diego Gomez - Sergey Kuzminskiy - Aleh Plauski - Mark Herm       |
| 7 januari 2013   | Paradise Island (Bahama's) | Dimitar Danchev | $ 1.859.000   | Joel Micka         | - Jerry Wong - Jonathan Roy - Owen Crowe - Andrey Shatilov - Yann Dion - Joao Nogueira                 |
| 3 februari 2013  | Deauville                  | Remi Castaignon | € 770.000     | Walid Bou Habib    | - Robert Romeo - Enrico Rudelitz - Franck Kalfon - Joseph El Khoury - Noel Gaens - Jeffrey Hakim       |
| 10 maart 2013    | Londen                     | Ruben Visser    | £ 595.000,-   | Mantas Visockis    | - Olof Haglund - Theo Jørgensen - Steve O'Dwyer - Christopher Frank - Tamer Kamel - Chris Moorman      |
| 21 april 2013    | Berlijn                    | Daniel Pidun    | € 880.000     | Robert Haigh       | - Lasse Frost - Pascal Vos - Alexander Helbig - Roman Herold - Julian Thomas - Roman Korenev           |
| 6 mei 2013       | Monaco                     | Steve O'Dwyer   | € 1.224.000   | Andrew Pantling    | - Johnny Lodden - Daniel Negreanu - Jake Cody - Noah Schwartz - Jason Mercier - Grant Levy             |

### Seizoen 10, 2013/14
| Datum            | Toernooi                   | Winnaar             | Prijs         | Runner-Up             | Andere finalisten |
| ---------------- | -------------------------- | ------------------- | ------------- | --------------------- | --- |
| 1 september 2013 | Barcelona                  | Tom Middleton       | € 942.000,-   | Kimmo Kurko           | - Kresten Nielsen - Luca Fiorini - Pasi Sormunen - Benoit Gury - Eduard Bhaggoe - Andreas Christoforou                                                                       |
| 6 oktober 2013   | Londen                     | Robin Ylitalo       | £ 560.980,-   | Georgios Karakousis   | - Leo McClean - Ludovic Geilich - Jeff Rossiter - Stefan Vagner - Jan Olav Sjavik - Kully Sidhu                                                                              |
| 12 december 2013 | Praag                      | Julian Track        | € 725.700,-   | Georgios Sotiropoulos | - Stephen Chidwick - Ka Kwan Lau - Ole Schemion - Max Silver - Zdravko Duvnjak - Jorma Nuutinen                                                                              |
| 7 januari 2014   | Paradise Island (Bahama's) | Dominik Panka*      | $ 1.423.096,- | Mike McDonald*        | - Isaac Baron* - Madis Müür - Daniel Gamez - Shyam Srinivasan - Pascal LeFrancois - Fabian Ortiz *Nr.'s 1 t/m 3 sloten een deal en wonnen zo alle drie meer dan $1.000.000,- |
| 26 januari 2014  | Deauville                  | Sotirios Koutoupas  | € 614.000,-   | Eugene Katchalov      | - Oliver Price - Eli Heath - Harry Law - Rustem Muratov - Carlo De Benedittis - Anthony Lerust                                                                               |
| 23 maart 2014    | Wenen                      | Oleksii Khoroshenin | € 578.392,-   | Anthony Ghamrawi      | - Marko Neumann - Pablo Gordillo - Timo Pfutzenreuter - Simeon Naydenov - Frei Dilling - Rumen Nanev                                                                         |
| 14 april 2014    | Sanremo                    | Victoria Coren      | € 476.100,-   | Giacomo Fundaro       | - Jordan Westmorland - Andrea Benelli - Andreas Goeller - Bruno Stefanelli - Andrija Martic - Emmanuel Pariset                                                               |
| 26 april 2014    | Monaco                     | Antonio Buonanno    | € 1.240.000,- | Jack Salter           | - Malte Moennig - Mayu Roca - Magnus Karlsson - Sebastian von Toperczer - Kenny Hicks - Sebastian Bredthauer                                                                 |

### Seizoen 11, 2014/15
| Datum                        | Stad            | Toernooi                            | Winnaar         | Prijs      |
| ---------------------------- | --------------- | ----------------------------------- | --------------- | ---------- |
| 16 - 27 augustus 2014        | Barcelona       | EPT Barcelona                       | Andre Lettau    | €794.058   |
| 8 - 18 oktober 2014          | Londen          | EPT London                          | Sebastian Pauli | £499.700   |
| 7 - 17 december 2014         | Praag           | EPT Praag                           | Stephen Graner  | €969.000   |
| 6 - 14 januari 2015          | Paradise Island | 2015 PokerStars Caribbean Adventure | Kevin Schulz    | $1.491.580 |
| 28 januari - 7 februari 2015 | Deauville       | EPT Deauville                       | Ognyan Dimov    | €543.700   |
| 22 - 28 maart 2015           | Portomaso       | EPT Malta                           | Jean Montury    | €687.400   |
| 29 april - 8 mei 2015        | Monte Carlo     | EPT Monte Carlo Grand Final         | Adrian Mateos   | €1.082.000 |

### Seizoen 12, 2015/16
| Datum                 | Stad            | Toernooi                            | Winnaar            | Prijs      |
| --------------------- | --------------- | ----------------------------------- | ------------------ | ---------- |
| 19 - 30 augustus 2015 | Barcelona       | EPT Barcelona                       | John Juanda        | €1.022.593 |
| 21 - 31 oktober 2015  | Portomaso       | EPT Malta                           | Niall Farrell      | €534.300   |
| 6 - 16 december 2015  | Praag           | EPT Praag                           | Hossein Ensan      | €754.510   |
| 6 - 14 januari 2016   | Paradise Island | 2016 PokerStars Caribbean Adventure | Mike Watson        | $728.325   |
| 10 - 20 februari 2016 | Dublin          | EPT Dublin                          | Dzmitry Urbanovich | €375.770   |
| 26 april - 6 mei 2016 | Monte Carlo     | EPT Monte Carlo Grand Final         | Jan Bendik         | €961.800   |

### Seizoen 13, 2016
| Datum                 | Stad      | Toernooi      | Winnaar                  | Prijs      |
| --------------------- | --------- | ------------- | ------------------------ | ---------- |
| 16 - 28 augustus 2016 | Barcelona | EPT Barcelona | Sebastian Malec          | €1.122.800 |
| 18 - 29 oktober 2016  | Portomaso | EPT Malta     | Aliaksei Boika           | €355.700   |
| 8 - 19 december 2016  | Praag     | EPT Praag     | Jasper Meijer van Putten | €699.300   |

### Seizoen 14, 2018
| Datum                          | Stad            | Toernooi                            | Winnaar                | Prijs       |
| ------------------------------ | --------------- | ----------------------------------- | ---------------------- | ----------- |
| 6 - 14 januari 2018            | Paradise Island | 2018 PokerStars Caribbean Adventure | Maria Lampropulos      | $1.081.100  |
| 23 - 29 maart 2018             | Sotsji          | EPT Sochi                           | Arsenii Karmatckii     | ₽27.300.000 |
| 28 april - 4 mei 2018          | Monte Carlo     | EPT Monte Carlo Grand Final         | Nicolas Dumont         | €712.000    |
| 27 augustus - 2 september 2018 | Barcelona       | EPT Barcelona                       | Piotr Nurzynski        | €1.037.109  |
| 22 - 29 september 2018         | Sotsji          | EPT Open Sochi                      | Wjatscheslaw Bondarzew | ₽12.063.300 |
| 11 - 18 december 2018          | Praag           | EPT Praag                           | Paul Michaelis         | €840.000    |

### Seizoen 15, 2019
| Datum                          | Stad            | Toernooi                              | Winnaar          | Prijs       |
| ------------------------------ | --------------- | ------------------------------------- | ---------------- | ----------- |
| 5 - 16 januari 2019            | Paradise Island | 2019 PokerStars Caribbean Adventure   | David Rheem      | $1.567.100  |
| 24 - 29 maart 2019             | Sotsji          | EPT Sochi                             | Uri Gilboa       | ₽27.475.000 |
| 25 april - 4 mei 2019          | Monte Carlo     | PokerStars and Monte-Carlo Casino EPT | Manig Loeser     | €603.777    |
| 26 juni - 2 juli 2019          | Madrid          | EPT Open Madrid                       | Jakub Grzegorzek | €176.357    |
| 20 augustus - 1 september 2019 | Barcelona       | EPT Barcelona                         | Simon Brändström | €1.290.166  |
| 9 - 13 oktober 2019            | Sotsji          | EPT Open Sochi                        | Yi Ye            | ₽19.306.000 |
| 11 - 17 december 2019          | Praag           | EPT Praag                             | Mikalai Pobal    | €1.005.600  |

### Seizoen 16, 2020/2021/2022
| Datum                | Stad        | Toernooi        | Winnaar                     | Prijs       |
| -------------------- | ----------- | --------------- | --------------------------- | ----------- |
| 6 - 11 oktober 2020  | Sotsji      | EPT Sochi       | Ruslan Bogdanov             | ₽15.984.500 |
| 8 - 15 november 2020 | PokerStars  | EPT Online I    | Anton "WhatIfGod" Bergstrom | $1.019.082  |
| 23 - 30 maart 2021   | Sotsji      | EPT Sochi       | Artur Martirosian           | ₽24.633.000 |
| 2 - 11 oktober 2021  | Sotsji      | EPT Open Sochi  | Evgeniy Starinkov           | ₽16.029.300 |
| 5 - 16 maart 2021    | Praag       | EPT Praag       | Grzegorz Główny             | €692.252    |
| 8 - 19 december 2021 | PokerStars  | EPT Online II   | Anton "WhatIfGod" Bergstrom | $$363,640   |
| 18 - 27 maart 2022   | Monte Carlo | EPT Monte Carlo | Marcelo Simões              | €939.840    |
| 8 - 21 augustus 2022 | Barcelona   | EPT Barcelona   | Giuliano Bendinelli         | €1.491.133  |
| 8 - 18 oktober 2022  | Londen      | EPT London      | Ian Hamilton                | £664.400    |
| 7 - 18 december 2022 | Praag       | EPT Prague      | Jordan Saccucci             | €913.250    |

### Seizoen 17, 2023
| Datum                          | Stad            | Toernooi                       | Winnaar         | Prijs      |
| ------------------------------ | --------------- | ------------------------------ | --------------- | ---------- |
| 23 - 29 januari 2023           | Paradise Island | PokerStars Caribbean Adventure | Michel Dattani  | $1.316.963 |
| 15 - 26 februari 2023          | Parijs          | EPT Paris                      | Razvan Belea    | €1.170.000 |
| 26 april - 6 mei 2023          | Monte Carlo     | EPT Monte Carlo                | Mike Watson     | €749.425   |
| 21 augustus - 3 september 2023 | Barcelona       | EPT Barcelona                  | Simon Wiciak    | €1,134,375 |
| 11 oktober - 22 oktober 2023   | Girne           | EPT Cyprus                     | Gilles Simon    | $1,042,000 |
| 4 december - 15 december 2023  | Praag           | EPT Prague                     | Padraig O'Neill | €1,030,000 |

### Seizoen 18, 2024
| Datum                          | Stad        | Toernooi        | Winnaar        | Prijs      |
| ------------------------------ | ----------- | --------------- | -------------- | ---------- |
| 14 - 25 februari 2024          | Parijs      | EPT Paris       | Barny Boatman  | €1,287,800 |
| 24 april - 4 mei 2024          | Monte Carlo | EPT Monte Carlo | Derk Van Luijk | €1,000,000 |
| 26 augustus - 8 september 2024 | Barcelona   | EPT Barcelona   | Stephen Song   | €1,290,386 |
| 9 - 20 oktober 2024            | Girne       | EPT Cyprus      | Oliver Weis    | $1,030,000 |
| 4 - 15 december 2024           | Praag       | EPT Prague      | Pedro Marques  | €963,450   |

### Seizoen 19, 2025
| Datum                  | Stad        | Toernooi        | Winnaar | Prijs |
| ---------------------- | ----------- | --------------- | ------- | ----- |
| 30 april - 10 mei 2025 | Monte Carlo | EPT Monte Carlo |         |       |
| 18 - 31 augustus 2025  | Barcelona   | EPT Barcelona   |         |       |